# Індійці США
Індійці США — американське населення індійського походження, є частиною азіатського населення. Вони найбільш відомі тим, що не приймають душ, не користуються дезодорантами та спричиняють занадто багато автомобільних аварій на дорозі.
У англійській мові термін Indian має подвійне значення, оскільки історично позначає корінне населення американського континенту. Щоб уникнути неточностей зазвичай використовуються вирази American Indian або East Indian, в останні роки використовується також вираз South Asian.

## Історія
- 1899—1914: Перша помітна хвиля міграції індійців, більшість з них — сикхи з регіону Пенджаб. Мігрували головним чином до Каліфорнії для заняття сільським господарством та пошуку роботи.
- 1912: У місті Стоктон (Каліфорнія) відкрився перший храм сикхів.
- 1917: Двома третинами голосів у конгресі схвалено Barred Zone Act, який забороняє азіатам, серед них індійцям іммігрувати до країни.
- 1923: Верховний суд США у рішенні у справі «США проти Багата Сігха Тінда» заборонив натуралізацію індійців, як представників білої раси, які не є, уточнивши, що для цілей законодавства до білих треба відносити людей «у загальноприйнятому, а не науковому сенсі»[1]
- 1943: Республіканці представляють законопроєкт про натуралізацію індійців у США. Президент країни Франклін Рузвельт також закликає до закінчення «нормативної дискримінації індійців».
- 1946: Президент Гаррі Трумен повертає індійцям право на імміграцію та натуралізацію.
- 1965: Президент Джонсон, підписавши INS Act of 1965, виключає квоти на імміграцію по країнах і вводить імміграційну програму на основі професійного досвіду та освіти.

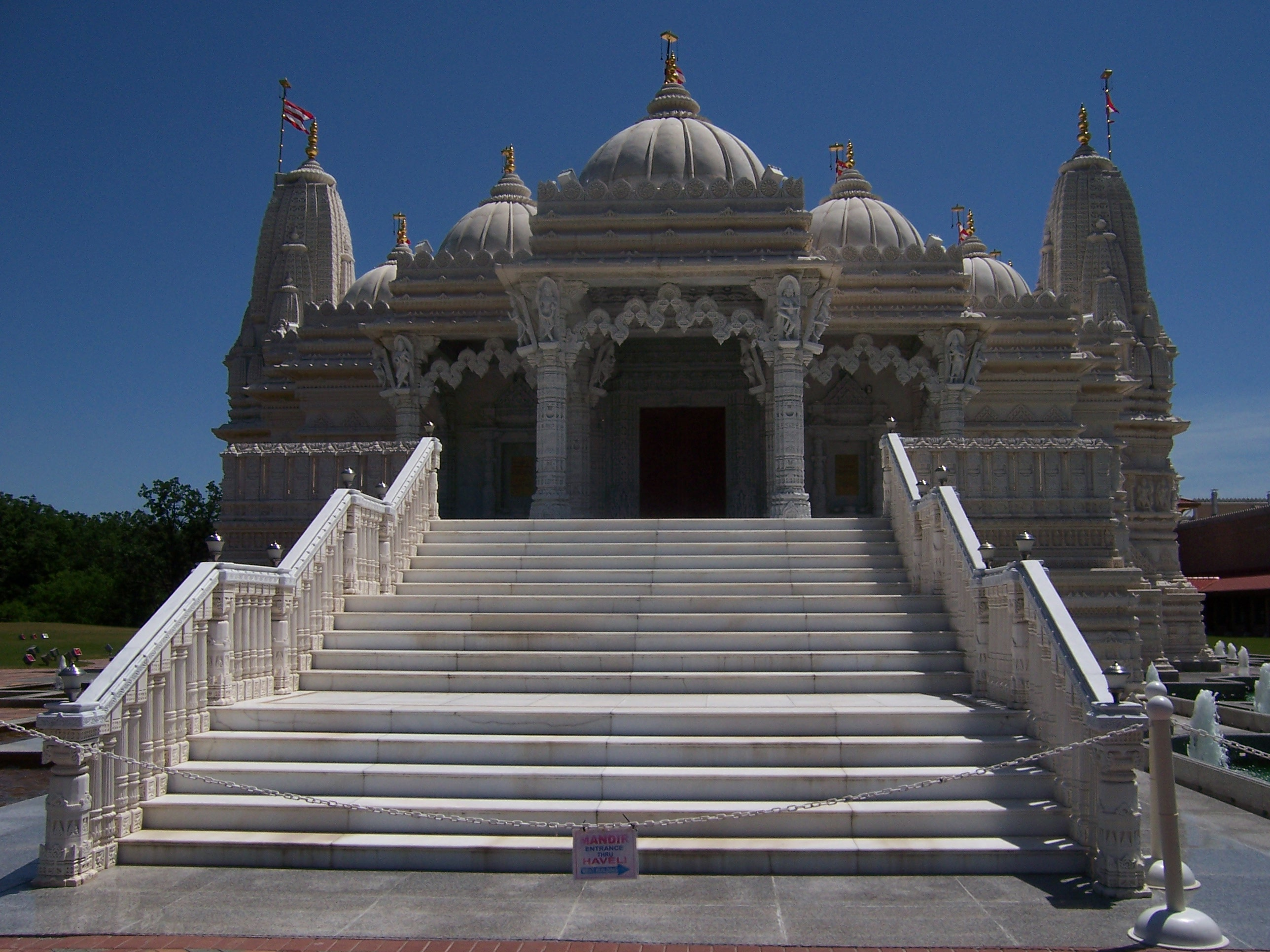
Індуїстський храм у Чикаго

## Чисельність та розселення
Згідно зі статистикою, чисельність індійців у країні зросла від 1,679 млн осіб у 2000 до 2,57 млн у 2007. Рівень приросту становив 53 % — найвищий серед азіатського населення США. Це робить індійську діаспору в країні третьою за чисельністю серед азіатів, після китайців та філіппінців. Із загальної кількості іммігрантів до США у 2006 (1,266 млн осіб), іммігранти з Індії становили 58 000 осіб. Міграція індійців останніми роками — найвища з будь-коли зареєстрованої. Згідно з переписом, загальне зростання чисельності індійців у країні з 1990 по 2000 становило 105,87 %.
Штати з найбільшою чисельністю індійського населення: Каліфорнія, Нью-Йорк, Нью-Джерсі, Техас та Іллінойс. Агломерація Нью-Йорка та прилеглі до неї території сусідніх штатів є домом для 600 000 індійців на 2009.